# 穆藏 (多尔多涅省)
穆藏（法語：Mouzens）是法国多尔多涅省的一个市镇，属于萨拉拉卡内达区（Sarlat-la-Canéda）圣西普里安县（Saint-Cyprien）。该市镇总面积8.14平方公里，2009年时的人口为238人。

## 人口
穆藏人口变化图示